# Гиттенс, Джейми
Джейми Джермейн Байно-Гиттенс (англ. Jamie Jermaine Bynoe-Gittens; родился 8 августа 2004, Рединг) — английский футболист, вингер английского клуба «Челси».

## Клубная карьера
Уроженец Лондона, выступал за молодёжные команды «Кавершем Трентс», «Челси», «Рединга» и «Манчестер Сити». В сентябре 2020 года присоединился к молодёжной команде немецкого клуба «Боруссия Дортмунд».
16 апреля 2022 года дебютировал в основном составе «Боруссии» в матче Бундеслиги против «Вольфсбурга». 12 августа 2022 года забил свой первый гол за дортмундский клуб в матче Бундеслиги против «Фрайбурга». 17 августа 2022 года подписал новый контракт с «Боруссией», рассчитанный до конца 2025 года.
5 июля 2025 года перешёл в «Челси» за 48,5 млн фунтов, ещё 3,5 млн фунтов предусмотрены в виде бонусов.

## Карьера в сборной
Выступал за сборную Англии до 15, до 16, до 18, до 19 лет и до 21 года.
В июне 2022 года был включен в заявку национальной сборной на чемпионат Европы до 19 лет.

## Статистика выступлений
Данные приведены по состоянию на 17 июня 2025 года
| Выступление       | Выступление      | Выступление      | Лига | Лига | Кубки | Кубки | Континент. | Континент. | Итого | Итого |
| Клуб              | Лига             | Сезон            | Игры | Голы | Игры  | Голы  | Игры       | Голы       | Игры  | Голы  |
| ----------------- | ---------------- | ---------------- | ---- | ---- | ----- | ----- | ---------- | ---------- | ----- | ----- |
| Боруссия Дортмунд | Бундеслига       | 2021/22          | 4    | 0    | 0     | 0     | 0          | 0          | 4     | 0     |
| Боруссия Дортмунд | Бундеслига       | 2022/23          | 15   | 3    | 3     | 0     | 2          | 0          | 20    | 3     |
| Боруссия Дортмунд | Бундеслига       | 2023/24          | 25   | 1    | 2     | 0     | 7          | 1          | 34    | 2     |
| Боруссия Дортмунд | Бундеслига       | 2024/25          | 32   | 8    | 2     | 0     | 15         | 4          | 49    | 12    |
| Боруссия Дортмунд | Итого            | Итого            | 76   | 12   | 7     | 0     | 24         | 5          | 107   | 17    |
| Всего за карьеру  | Всего за карьеру | Всего за карьеру | 76   | 12   | 7     | 0     | 24         | 5          | 107   | 17    |

1. ↑  Кубок Германии
2. ↑  Лига чемпионов УЕФА, Клубный чемпионат мира.

## Достижения
Сборная Англии (до 19 лет)
- Победитель чемпионата Европы (до 19 лет): 2022